# HD 92788 b
HD 92788 b è un pianeta extrasolare che orbita attorno a HD 92788, una nana gialla simile al Sole che si trova a 107 anni luce dal sistema solare. Scoperto con il metodo della velocità radiale da Fischer et al. nel 2000, ha una massa minima di 3,86 volte quella di Giove e ruota attorno alla propria stella madre in 326 giorni ad una distanza che è quasi la stessa di quella tra la Terra e il Sole.
Data la massa si tratta probabilmente di un gigante gassoso, la cui orbita si trova in parte all'interno della zona abitabile ottimistica della propria stella. Data la sua natura, senza una superficie solida, non è possibile la presenza di vita aliena su di esso, tuttavia una eventuale luna che orbitasse attorno ad esso potrebbe essere abitabile, anche se l'alta eccentricità orbitale (e=0,35) potrebbe causare stagioni con temperature estreme durante i suoi passaggi tra periastro e apoastro, e alla sua minima distanza potrebbe essere troppo calda per sostenere la vita.